# William Nathan Schoenfeld
William Nathan Schoenfeld (New York, 6 december 1915 - Sun City West, 6 augustus 1996) was een Amerikaans gedragsanalytisch georiënteerd psycholoog. Hij had een belangrijke rol in de vroege ontwikkeling van de experimentele gedragsanalyse en werd vooral bekend van het standaardwerk Principles of psychology, dat hij samen met Fred Keller schreef.

## Studies en werk

### Eerste stappen
William Nathan Schoenfeld behaalde zijn bachelor in de psychologie in 1937 aan het City College of New York en zijn masterdiploma in 1939 aan de Columbia-universiteit. Schoenfeld begon zijn carrière als sociaal psycholoog en publiceerde onder meer als een van de eersten over "ego-involvement" (het persoonlijk betrokken zijn bij opdrachten omwille van het prestige, het zelfwaardegevoel, ...). In 1942 doctoreerde hij aan de Columbia-universiteit in de sociale psychologie onder Otto Klineberg. In zijn proefschrift onderzocht hij sociale stereotypes rond nationaliteiten en namen. Hij werd echter vooral bekend als een van de grondleggers van de gedragsanalyse. Schoenfeld werd bevriend met Keller en ze werkten even samen rond het leren van Morsecode. Keller leerde Schoenberg ook Skinners werk kennen. Vanaf 1946 organiseerde William Nathan Schoenfeld samen met Fred Keller een inleidende cursus in de psychologie aan de Columbia-universiteit. De studenten leerden er de fundamentele principes van de gedragspsychologie vooral kennen door experimenteel laboratoriumonderzoek. Hierin waren ze origineel en anders dan de meer klassieke cursussen die vooral op tekstboeken gebaseerd waren. In 1950 publiceerden ze samen de klassieker Principles of psychology. Schoenfeld deed zelf onderzoek bij ratten in Skinner-boxen. Belangrijk onderzoek betrof onder meer het tot stand brengen van secundaire bekrachtigers.

### Principles of psychology
Het boek Principles of psychology groeide uit de cursus die Keller en Schoenfeld gaven aan de Columbia-universiteit en leunde zeer sterk aan bij The behavior of organisms uit 1938 van Skinner en integreerde de theorie van de operante conditionering met andere bevindingen vanuit de leerpsychologie. Tegelijk ging het verder dan de meeste andere werken door praktische toepassingen van de theorieën te schetsen. Het boek werd in 1995 nog heruitgegeven. Hoewel Keller als eerste auteur vermeld werd en onder meer daardoor grotere bekendheid verwierf, gaf hij toe dat de bijdrage van Schoenfeld aan de cursus groter was dan de zijne.
Het boek werd door velen als zeer belangrijk beschouwd en werd zelfs met een afkorting genoemd: de "K&S".

### Docent
Schoenfeld maakte ook naam als docent. Studenten moesten wekelijks 4 uur laboratoriumonderzoek doen. Per 2 kregen ze een ongetrainde rat waarop ze de conditioneringsprincipes moesten toepassen.
Vanaf 1958 werd hij gewoon hoogleraar aan de Columbia-universiteit. Vanaf 1966 ging hij aan de slag aan het Queens College van de City University of New York, waar hij bleef tot zijn emeritaat in 1983. Gedurende twee jaar was hij ook hoofd van het psychologiedepartement. Hij stond bekend voor zijn veeleisendheid naar zijn studenten. Bovendien leek hij vrouwelijke studenten minder kansen te geven en eerder te ontmoedigen. Dit hing mogelijk samen met zijn strikt joodse overtuigingen. Van 1980 tot 1981 was hij gastprofessor aan de Bar-Ilan Universiteit in Israël. Na zijn emeritaat doceerde hij nog aan de Hebreeuwse Universiteit van Jeruzalem van 1983 tot 1993.

### Ander werk
Hoewel Schoenfeld radicaal-behavioristisch was, bleef hij kritisch tegenover andere behavioristische tijdgenoten zoals Clark Hull en Edwin Guthrie. Hij schreef ook over angst en vermijding ervan (vergelijkbaar met Mowrer), evenwel zonder te verwijzen naar innerlijke toestanden zoals "schrik". Met de jaren werd hij zelfs steeds kritischer tegenover het aanwenden van innerlijke gebeurtenissen om fenomenen te verklaren; volgens hem verschilde dit uiteindelijk niet veel meer van "cognities". Behaviorisme moest voor hem strikt behavioristisch blijven; de cognitieve psychologie was voor hem te mentalistisch.
Een ander terrein waarover Schoenfeld onderzoek deed was de conditionering van de hartslag, zowel bij mensen als bij ratten en apen. Ook zijn ideeën over gedragsvariatie waren belangrijk en nieuw voor zijn tijd. Hij stelde onder meer dat responsvariatie geconditioneerd kon worden en relevant kon zijn voor onderzoek naar nieuw gedrag en creativiteit bij mensen. Anderen zouden deze draad later opnemen in onderzoek.
Schoenfeld was mede-oprichter van het belangrijkste gedragsanalytische tijdschrift Journal of the Experimental Analysis of Behavior, dat voor het eerst verscheen in 1958. De voorpagina van het tijdschrift werd vormgegeven door Schoenfeld, samen met zijn tweede vrouw, die thuis was in die branche. Deze vormgeving bleef ongewijzigd tot op heden. Later werd Schoenfeld ontevreden over de restrictieve eisen die het redactiecomité stelde, waardoor hij zelf niet meer wilde publiceren in het tijdschrift. Zijn onderzoek verscheen dan in andere, voor gedragsanalysten minder voor de hand liggende tijdschriften, zoals het Pavlovian Journal of Biological Science. Zijn onderzoek over hartslagconditionering bleef hierdoor minder bekend.
In 1971 schreef Schoenfeld Religion and human behavior, waarin hij zijn behavioristische visie toepaste op godsdienst. Het boek werd pas in 1993 gepubliceerd.

## Belangrijke functies en erkenning
Naast zijn werk als hoogleraar bekleedde Schoenfeld verschillende andere belangrijke functies. Zo was hij onder meer voorzitter van de Eastern Psychological Society (1972-1973), van de Pavlovian Society of North America (1971-1972) en van Division 25 (gedragsanalyse) van de American Psychological Association (1973-1976).
In 1993 kreeg hij een eredoctoraat aan de Universiteit van Guadalajara in Mexico.

## Privé
Rond zijn 21 jaar was Schoenfeld enige tijd verslaafd aan morfine, een gevolg van toediening hiervan om de pijn na een operatie te bestrijden. Deze verslaving overwon hij. Op het einde van zijn leven was hij ziek en leed hij terug veel pijn, waarbij hij de dokters verweet hem te weinig morfine te geven; hij wist dat hij waarschijnlijk terminaal ziek was.
Schoenfeld was meermaals getrouwd en had in totaal vier kinderen. Op latere leeftijd werd hij extreem religieus. In 1983, na zijn pensionering, emigreerde hij dan ook naar Israël. Zijn laatste jaren bracht hij evenwel door in Sun City West in Arizona.
- International Standard Name Identifier: 0000 0001 1004 1306
- Library of Congress Control Number: n88606996
- Nationale Bibliotheek van Israël: 987007457503705171
- Nederlandse Thesaurus van Auteursnamen: 073916188
- Système universitaire de documentation: 252689992
- Virtual International Authority File: 110198294
- WorldCat: E39PBJh4wMC3bkWm9qJwvVWRrq